# Manuel Viniegra
Manuel Viniegra García (* 26. April 1988 in Monterrey, Nuevo León) ist ein mexikanischer Fußballspieler, der vorwiegend im Mittelfeld agiert.

## Laufbahn
Viniegra begann seine Laufbahn im Nachwuchsbereich seines Heimatvereins UANL Tigres, bei dem er Anfang 2007 seinen ersten Profivertrag erhielt und auch heute noch unter Vertrag steht. Lediglich im ersten Halbjahr 2014 spielte er auf Leihbasis für den CF Atlante.
Mit den Tigres gewann Viniegra bereits dreimal die mexikanische Fußballmeisterschaft und in der Clausura 2014 den Pokalwettbewerb.

## Erfolge
- Mexikanischer Meister: Apertura 2011, Apertura 2015, Apertura 2016
- Mexikanischer Pokalsieger: Clausura 2014